# Лудвиг фон Полхайм
Лудвиг фон Полхайм (на немски: Ludwig Freiherr von Polheim; * 18 октомври 1529; † 16 януари 1608, Лихтенег, днес част от Велс, Долна Австрия) е австрийски фрайхер от линията Вартенбург на род Полхайм от Горна Австрия с резиденция в Полхам при Гризкирхен.

## Живот
Той е син на фрайхер Зигизмунд Лудвиг фон Полхайм (* 1493, Инсбрук) и съпругата му Анна фон Екартзау. Внук е на Мартин фон Полхайм († 1498) и Регина фон Лихтенщайн († 1496). Сестра му Регина фон Полхайм († 1572) се омъжва на 3 март 1538 г. във Велс за граф Йохан IV фон Шаунберг († 1551) и на 30 юли 1553 г. за Еразмус I фон Щархемберг, господар на Вилдберг († 1560).
Лудвиг фон Полхайм построява водния дворец Лихтенег. Той умира на 78 години на 16 януари 1608 г. в Лихтенег (днес част от Велс) и е погребан във Велс.
Фамилията фон Полхайм е издигната на граф през 1712 г. и измира по мъжка линия през 1909 г.
- Дворец Полхайм във Велс
- Водният дворец Лихтенег, 1862

## Фамилия
Първи брак: на 16 юни 1567 г. във Велс с Мария Елизабет фон Щархемберг (* 1543; † 2 февруари 1580), дъщеря на зет му Еразмус I фон Щархемберг, господар на Вилдберг († 1560), и първата му съпруга графиня Анна фон Шаунберг (1513 – 1551). Те имат двама сина:
- Готрид фон Полхайм, женен за Елизабет фон Егкх и Хунгершпах († сл. 1621); имат дъщеря
- Гундакар II фон Полхайм (* 4 април 1575; † 8 януари 1644), женен на 8 юли 1599 г. за Барбара фон Пранкх († април 1640), имат двама сина

Втори брак: на 3 август 1581 г. с Мария Магдалена фон Лозенщайн († 1 април 1582), дъщеря на Дитмар V фон Лозенщайн († 1577), щатхалтер на Горна Австрия, и първата му съпруга Марта фон Лихтенщайн († ноември 1556), вдовица на Йохан фон Ломнитц-Мезерич, дъщеря на Георг VI фон Лихтенщайн цу Щайрег (1480 – 1548) и Магдалена фон Полхайм (* 1497). Бракът е бездетен.